# Radicaal 81
Radicaal 81 is een van de 34 van de 214 Kangxi-radicalen dat bestaat uit vier strepen.
In het Kangxi-woordenboek zijn er 21 karakters die dit radicaal gebruiken.

## Karakters met het radicaal 81
| Strepen | Karakter |
| ------- | -------- |
| + 0     | 比       |
| + 2     | 毕       |
| + 5     | 毖 毗 毘 |
| + 6     | 毙       |
| + 13    | 毚       |

Orakelbotkarakter
Bronskarakter
Groot zegelkarakter
Klein zegelkarakter